# Chiesa San Pietro a Majella

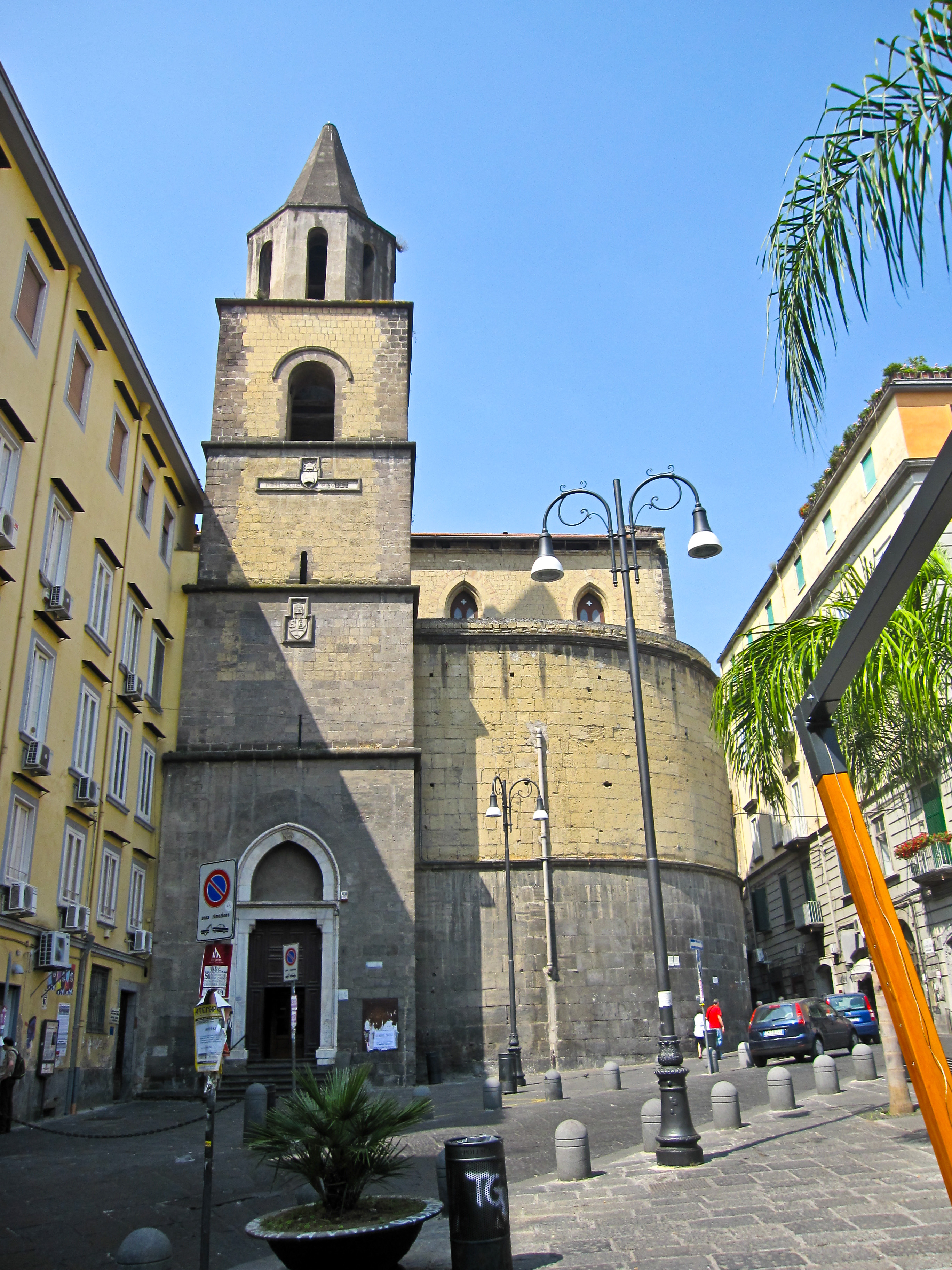
Zijgevel met klokkentoren

De kerk van San Pietro a Majella is een gotische kerk in Napels, gelegen aan de Via dei Tribunali, in het oude stadscentrum.
Het Conservatorium van San Pietro a Majella in Napels, een van de meest prestigieuze muziekscholen in Italië, bevindt zich sinds 1826 in het naastgelegen, gelijknamige kloostercomplex.
De kerk werd in de late dertiende eeuw gebouwd op de plaats van twee vrouwenkloosters, op aandringen van koning Karel II van Anjou.
Kerk en klooster werden gewijd aan paus Celestinus V, geboren Pietro Angeleri da Morrone; de kerk werd algemeen de "San Pietro a Majella" genoemd ter herinnering aan het kluizenaarschap van de patroonheilige in het Majella-bergmassief in de Apennijnen.
Van oorsprong gotisch, wat nog te zien is aan de veertiende-eeuwse, gelede klokkentoren, werd de kerk door de eeuwen heen regelmatig veranderd, zowel aan de buiten- als aan de binnenkant. De eerste aanpassingen vonden plaats tussen 1319 en 1341 op last van koning Robert van Anjou. Andere radicale verbouwingen vonden plaats gedurende de tweede helft van de veertiende en vijftiende eeuw; waaronder de voorwaartse verplaatsing van de gevel en de daaropvolgende toevoeging van zes kapellen. Tussen 1493 en 1508 volgde de uitbreiding van het klooster.
Andere aanpassingen hebben plaatsgevonden in de eerste helft van de zeventiende eeuw, onder andere aan het entree en aan het interieur, dat een barok karakter kreeg en een verhoogd koor. Tijdens langdurige restauratiewerkzaamheden die plaatsvonden tussen 1888 en 1927 is getracht om het oorspronkelijke gotische uiterlijk van het gebouw te herstellen.